# Toyokuni-jinja (Kanazawa)
Pour les articles homonymes, voir Toyokuni-jinja.
Le Toyokuni-jinja (豊国神社) est un sanctuaire shinto situé sur le mont Utatsu à Higashi-Mikage-machi, Kanazawa, préfecture d'Ishikawa au Japon. Dans l'ancien système de classement des sanctuaires il est considéré comme village-sanctuaire. 
Le Toyokuni-jinja  est dédié à Toyotomi Hideyoshi et Maeda Toshitsune, daimyo du domaine de Kaga. Il se trouve près de deux autres sanctuaires, l'Utatsu-jinja (un Tenman-gū) et l'Atago-jinja et tous trois sont connus comme les trois sanctuaires du mont Utatsu.

## Histoire
Sur la base du dernier vœu de Maeda Toshiie, Maeda Toshitsune consacre secrètement une figure de Toyotomi sur le terrain d'un temple bouddhiste sur le mont Utatsu en 1616. Celui-ci devient un village-sanctuaire en 1873. En 1887, le sanctuaire est déplacé dans la ville de Tono (à présent Owari-chō à Kanazawa). Puis il est encore déplacé sur son site actuel en 1908 et renommé « Toyokuni-jinja ».

## Source de la traduction
- (en) Cet article est partiellement ou en totalité issu de l’article de Wikipédia en anglais intitulé « Toyokuni Shrine (Kanazawa) » (voir la liste des auteurs).